# Gaed Moh Abdel Ha
Gaed Moh Abdel Ha es un deportista egipcio que compitió en halterofilia adaptada. Ganó una medalla de plata en los Juegos Paralímpicos de Seúl 1988 en la categoría –65 kg.

## Palmarés internacional
| Juegos Paralímpicos | Juegos Paralímpicos  | Juegos Paralímpicos | Juegos Paralímpicos |
| Año                 | Lugar                | Medalla             | Categoría           |
| ------------------- | -------------------- | ------------------- | ------------------- |
| 1988                | Seúl (Corea del Sur) | Medalla de plata    | –65 kg              |